# Столнічень (Вилча)
Столнічень, Столнічені (рум. Stolniceni) — село у повіті Вилча в Румунії. Адміністративно підпорядковане місту Римніку-Вилча.
Село розташоване на відстані 156 км на північний захід від Бухареста, 9 км на південний захід від Римніку-Вилчі, 88 км на північний схід від Крайови, 122 км на південний захід від Брашова.

## Населення
За даними перепису населення 2002 року у селі проживали 1985 осіб.
Національний склад населення села:
| Національність | Кількість осіб | Відсоток |
| -------------- | -------------- | -------- |
| румуни         | 1821           | 91,7%    |
| цигани         | 155            | 7,8%     |
| угорці         | 9              | 0,5%     |

Рідною мовою назвали:
| Мова      | Кількість осіб | Відсоток |
| --------- | -------------- | -------- |
| румунська | 1949           | 98,2%    |
| циганська | 32             | 1,6%     |